# Большой патриотический полюс Симона Боливара
Большой патриотический полюс Симона Боливара (исп. Gran Polo Patriótico Simón Bolívar, GPPSB) — избирательный блок ряда левых венесуэльских политических партий и общественных движений, которые разделяют идеи Боливарианской революции. Был создан 7 октября 2011 года, чтобы объединить политические и общественные силы, поддерживавших Уго Чавеса на президентских выборах 2012 года. Официально блок объединяет 35 000 венесуэльских организаций и коллективов. После смерти создателя альянса Уго Чавеса его возглавил Николас Мадуро, глава Единой социалистической партии Венесуэлы.

## Партии-участники
| Партия                                                   | Оригинальное название                                  | Год основания | Идеология | Депутаты | Мэры |
| -------------------------------------------------------- | ------------------------------------------------------ | ------------- | --- | -------- | ---- |
| Единая социалистическая партия Венесуэлы                 | исп. Partido Socialista Unido de Venezuela, PSUV       | 2008          | Левые; чавизм, социализм XXI века, боливаризм, левый национализм, антикапитализм, антиимпериализм, латиноамериканизм, интернационализм                                                           | 52       | 242  |
| Коммунистическая партия Венесуэлы (до августа 2020 года) | исп. Partido Comunista de Venezuela, PCV               | 1931          | Крайне левые; марксизм-ленинизм, коммунизм | 2        | 9    |
| Авангард двухсотлетней республики                        | исп. Vanguardia Bicentenaria Republicana, VBR          | 2011          | Крайне левые; боливаризм, демократический социализм, чавизм, антиимпериализм, латиноамериканизм, плюрализм                                                                                       | 1        | 5    |
| Народное избирательное движение                          | исп. Movimiento Electoral del Pueblo, MEP              | 1967          | Левые; социалистическая демократия, демократический социализм, левый национализм, национальное освобождение                                                                                      |          | 2    |
| «Отечество для всех»                                     | исп. Patria Para Todos, PPT                            | 1997          | Левые—крайне левые; демократический социализм, либертарный марксизм, левый коммунизм, рабочее самоуправление, эгалитаризм, интернационализм, антиимпериализм, антифашизм, политический плюрализм |          | 2    |
| Революционное движение Тупамаро                          | исп. Movimiento Tupamaro de Venezuela, MRT             | 1979          | Крайне левые; марксизм-ленинизм, маоизм, антикапитализм, антиимпериализм, антиолигархизм |          | 1    |
| Организованная социалистическая партия Венесуэлы         | исп. Partido Socialista Organizado en Venezuela, PSOEV | 2006          | Левые; демократический социализм, левый национализм, антикапитализм, чавизм, социализм XXI века, боливаризм                                                                                      |          | 1    |
| Организация подлинного обновления                        | исп. Organización Renovadora Auténtica, ORA            | 1988          | Левый центр; евангелизм, христианский социализм, национализм, демократия участия, плюралистическая христология                                                                                   |          |      |
| Независимые для Национального сообщества                 | исп. Independientes por la Comunidad Nacional, IPCN    | 1995          | Левые; социализм, боливаризм, левый национализм, патриотизм |          |      |
| Венесуэльские революционные течения                      | исп. Corrientes Revolucionarias Venezolanas, CRV       | 2000          | Левые; социализм, антиимпериализм, чавизм, геваризм, левый национализм |          |      |
| «За социал-демократию»                                   | исп. Por la Democracia Social, Podemos                 | 2002          | Левый центр; социал-демократия |          |      |
| «Подумайте о демократии»                                 | исп. Piensa en Democracia, PIEDRA                      | 2008          | Левый центр; социал-демократия, антимонополизм, самоуправление |          |      |
| Новый революционный путь                                 | исп. Nuevo Camino Revolucionario, NCR                  | 2008          | Левые; социализм, антиимпериализм |          |      |
| Венесуэльское народное единство                          | исп. Unidad Popular Venezolana, UPV                    | 2008          | Крайне левые; марксизм, коммунизм, социализм, боливаризм, антиимпериализм |          |      |
| Революционная рабочая партия                             | исп. Partido Revolucionario del Trabajo, PRT           | 2012          | Левые; боливаризм, социализм, синдикализм, пролетаризм, интернационализм, антиимпериализм |          |      |
| Сеть сообществ ответа изменений                          | исп. Redes de Respuesta de Cambios Comunitarios, REDES | 2012          | Левые; социализм |          |      |
| Альянс за перемены                                       | исп. Alianza para el Cambio, APC                       | 2013          | Левый центр; социал-демократия |          |      |

## История

### Предшественники
У Большого патриотического полюса Симона Боливара было несколько предшественников. Так, коалиции с аналогичным названием — «Патриотический полюс» (исп. Polo Patriótico) — также создавались сторонниками президента Уго Чавеса для участия в ряде предвыборных кампаний.
- 1999 — коалиция «Патриотический полюс» объединила сторонников конституционной реформы, инициированной Чавесом. В коалицию объединились партия Чавеса Движение за Пятую республику, а также Движение к социализму, «Отечество для всех», Коммунистическая партия Венесуэлы, Народное избирательное движение и некоторые другие мелкие левые партии. Коалиции удалось одержать победу на выборах в Конституционную ассамблею 25 июля 1999 года,[3], завоевав 121 место из 128.
- 2000 — коалиция «Патриотический полюс» объединила сторонников Чавеса (Движение за Пятую республику, Движение к социализму, Коммунистическая партия Венесуэлы, Народное избирательное движение, «Отечество для всех», Независимые социалисты, «Новые люди» и другие) для участия в президентских выборах, которые завершились их уверенной победой.
- 2006 — коалиция «Патриотический полюс» объединила 25 левых партий, поддержавших Чавеса (Движение за Пятую республику, «Подемос», «Отечество для всех», Коммунистическая партия Венесуэлы, Народное избирательное движение, Венесуэльское народное единство, Социалистическая лига, «Тупамаро», «Новые люди», «Мы выиграли всё», «Союз», Движение за прямую демократию, Революционный средний класс, Венесуэльские революционные течения, Независимые для национального сообщества, Боевое гражданское движение, «Организованные управлять», «Сила труда», Националистическая организация активной демократии, Национальное независимое движение, Сообщество патриотического единства, Социалистическая группа национального освобождения, «Сети» (REDES), Сила согласованных действий) на президентских выборах, которые завершились победой чавистов.
- 2008 — коалиция «Большой патриотический полюс» была создана с целью объединить левые силы, поддерживающие Боливарианскую революцию, для участия в региональных и местных выборах в ноябре 2008 года. К этому моменту значительная их часть уже была консолидирована в правящую ЕСПВ.

### Полюс Симона Боливара
«Большой патриотический полюс Симона Боливара» был создан 7 октября 2011 года накануне президентских выборов 2012 года, чтобы объединить левые политические и общественные силы, поддерживающие переизбрание действующего президента Венесуэлы. В результате, Чавес одержал уверенную победу, набрав 8 191 132 голосов (55,07 %).
| Партия                                   | Голоса    | Доля от всех голосов | Доля от голосов за Чавеса |
| ---------------------------------------- | --------- | -------------------- | ------------------------- |
| Единая социалистическая партия Венесуэлы | 6 386 699 | 42,94 %              | 77,97 %                   |
| Коммунистическая партия Венесуэлы        | 489 941   | 3,29 %               | 5,98 %                    |
| «Отечество для всех»                     | 220 003   | 1,47 %               | 2,69 %                    |
| «Сети»                                   | 198 118   | 1,33 %               | 2,42 %                    |
| Революционное движение Тупамаро          | 170 450   | 1,14 %               | 2,08 %                    |
| Подемос                                  | 156 158   | 1,04 %               | 1,91 %                    |
| Новый революционный путь                 | 121 735   | 0,81 %               | 1,49 %                    |
| Венесуэльское народное единство          | 89 622    | 0,60 %               | 1,09 %                    |
| Независимые за национальное сообщество   | 69 988    | 0,47 %               | 0,85 %                    |
| Революционная рабочая партия             | 58 509    | 0,39 %               | 0,71 %                    |
| Венесуэльские революционные течения      | 43 627    | 0,29 %               | 0,53 %                    |
| Всего                                    | 8 191 132 | 55,07 %              | 100 %                     |

Вскоре после своего переизбрания Чавес скончался, что привело к досрочным президентским выборам 14 апреля 2013 года, на которых «Большой патриотический полюс Симона Боливара» выдвинул преемника Чавеса Николаса Мадуро, который в упорной борьбе с кандидатом античавистской коалиции «Круглый стол демократического единства» Энрике Каприлесом смог одержать победу, набрав 7 587 579 голосов (50,61 %).
| Партия                                             | Голоса    | Доля от всех голосов | Доля от голосов за Чавеса |
| -------------------------------------------------- | --------- | -------------------- | ------------------------- |
| Единая социалистическая партия Венесуэлы           | 6 193 622 | 41,31 %              | 81,63 %                   |
| Коммунистическая партия Венесуэлы                  | 283 678   | 1,89 %               | 3,74 %                    |
| Революционное движение Тупамаро                    | 247 648   | 1,65 %               | 3,26 %                    |
| Подемос                                            | 210 478   | 1,40 %               | 2,77 %                    |
| «Отечество для всех»                               | 117 486   | 0,78 %               | 1,55 %                    |
| Новый революционный путь                           | 104 779   | 0,69 %               | 1,38 %                    |
| «Сети»                                             | 94 285    | 0,62 %               | 1,24 %                    |
| Народное избирательное движение                    | 93 189    | 0,62 %               | 1,23 %                    |
| Венесуэльское народное единство                    | 89 990    | 0,60 %               | 1,19 %                    |
| Организация подлинного обновления                  | 46 280    | 0,30 %               | 0,61 %                    |
| Венесуэльские революционные течения                | 36 140    | 0,24 %               | 0,48 %                    |
| Независимые за национальное сообщество             | 25 057    | 0,16 %               | 0,33 %                    |
| Революционная рабочая партия                       | 22 524    | 0,15 %               | 0,30 %                    |
| Молодёжное единство за национальное действие Бимба | 22 329    | 0,14 %               | 0,29 %                    |
| Всего                                              | 7 587 579 | 50,61 %              | 100 %                     |

В 2015 году «Большой патриотический полюс Симона Боливара» принял участие в парламентских выборах, на которых чависты потерпели первое в своей истории поражение. Блоку удалось привлечь голоса 5 622 844 избирателей (40,91 %), что обеспечило ему только 55 мест в Национальной ассамблее из 167.